# Unherz
Unherz ist eine deutschsprachige Rock- und Metalband aus dem Kreis Alzey, Rheinhessen-Pfalz.

## Bandgeschichte
Unherz wurde 2008 von Gitarrist Andy Arnold und Bassist Locke Heylmann gegründet. Die Gruppe wurde nach kurzer Zeit durch Felix Orschel am Gesang und Christian Bogert am Schlagzeug komplettiert. Nach anfänglichen Ausflügen in verschiedene Stilrichtungen wurde der Weg zur Rockmusik gewählt. 
Nachdem Unherz seine erste Demo-CD produzierte, wurde das Label Massacre Records auf die Band aufmerksam und 2010 folgte der erste Plattenvertrag sowie die Veröffentlichung des  Debütalbums Unherzlich Willkommen.
Es folgten vier weitere Alben bei Massacre Records, bevor die Gruppe 2017 zu SPV wechselte. Ebenfalls im Jahre 2017 folgte der erste Einstieg in die offiziellen deutschen Albumcharts.
Im Laufe der Zeit gab es mehrere Besetzungswechsel am Bass, seit 2018 spielt ihn Benny Daniel.
Unherz setzt sich aus den beiden Wörtern „UNzerstörbar“ und „HERZblut“ zusammen.

## Musikstil
Unherz spielen deutschsprachigen Rock mit Einflüssen aus dem Hard Rock und Metal.

## Diskografie

### Demos
- 2010: Zwanzigzehn

### Alben
- 2010: Unherzlich willkommen (Massacre Records)
- 2011: Herzschlag (Massacre Records)
- 2012: Die Wahrheit liegt dazwischen (Massacre Records)
- 2014: Sturm & Drang (Massacre Records)
- 2015: Jetzt oder Nie (Massacre Records)
- 2017: Das Volk stellt die Leichen (SPV Laute Helden)
- 2018: Für Immer
- 2020: Mainstream
- 2022: Sinnkrise

### Kompilation
- 2012: Therapie: Die besten 10 Sitzungen (Best-of, digital, Massacre Records)